# Toma Podrug
Toma Podrug (Solin, 25. kolovoza 1931. – Zagreb, 23. ožujka 2022.), bio je hrvatski književnik. Pisao je pjesme i prozu, putopise, pripovijetke i razna kratka prozna djela. Osim toga, pisao je književne kritike, oglede i članke za novine. 

## Životopis
Toma Podrug rodio se je 1931. godine u Solinu. Višu pedagošku školu završio je u Splitu. U Zagrebu je studirao na Filozofskom fakultetu, na kojem je 1956. godine diplomirao komparativnu književnost.
Poslije studija se je zaposlio u srednjoj školi, gdje je radio kao profesor. Poslije je radio na Hrvatskom radiju u Zagrebu, gdje je bio urednik. Godinama bio je profesionalni književnik. Pjesme su mu zavičajnoga, mediteranskoga nadahnuća.
Bio je članom je Društva hrvatskih književnika.
Umro je u Zagrebu 2022. godine. Pokopan je 26. ožujka 2022. godine u rodnome Solinu, u obiteljskoj grobnici, na Novom  groblju.

## Djela
- Pragovi, pjesme, 1965.
- Paljevina, pjesme, 1965.
- Pohod, pjesme, 1971.
- Polaznik: (putopisi), putopisi, 1977.
- Od Solina do Solina, pripovijetke, 1978.
- Protrk, separat – putopisi, 1980.
- Podanik, kratke proze, 1983.
- Proplanak, pjesme, 1985.
- Predaja, kratke proze, 1988.
- Prizori: (od otoka do otoka), putopisi, 1991.
- Plavet, pjesme, 1995.
- Povratnik, kratka proza, 1996.
- Podne, pjesme, 2002.
- Popodne, pjesme, 2005.
- Podneblje susreta književnosti i života,[5] ogledi, 2007.
- Prijateljstvo: u znaku Zorka, Preka i otoka Ugljana, stihovi i proza, 2007.
- Približavanje: zapisi iz potkrovlja, ogledi, 2008.
- Paljetkovanje: pad u zrcalo,[5] kratke proze, 2009.
- Putovanja, putopisi, 2011.
- Prošlo: zapisi o djetinjstvu, 2012.
- Predvečer, pjesme, 2012.[6]
- Prečaci: (zapisi iz potkrovlja), 2018.
- Ponoć, pjesme i crteži, 2018.
- Promatranje: (zapisi iz potkrovlja – moj roman), 2021.

Neka djela mu je na poljski jezik prevela poljska književnica i prevoditeljica Łucja Danielewska.
Zastupljen je u antologiji hrvatskih pjesnika Skupljena baština priređivača prof. dr. Stijepe Mijovića Kočana.

## Nagrade
- 2006.: 2. nagrada Dubravko Horvatić, za putopisnu priču Uz more od Biokova do Velebita.[7]
- 2007.: Nagrada grada Solina za životno djelo.[8]

## Vanjske poveznice
- [neaktivna poveznica], matica.hr